# Friede von Hamburg (1762)
Der Friede von Hamburg war ein am 22. Mai 1762, noch während des Siebenjährigen Krieges, in Hamburg geschlossener Friedensvertrag zwischen Preußen und Schweden.

## Geschichte
Der Frieden von Sankt Petersburg (5. Mai 1762) zwischen Preußen und Russland beschleunigte auch die Friedensverhandlungen zwischen Preußen und Schweden. Der schwedische Staat stand kurz vor dem Bankrott und die russische Drohung, an der Seite Preußens in den Krieg einzutreten, sorgte für einen raschen Vertragsabschluss. Königin Luise Ulrike von Schweden, die geliebte Schwester des preußischen Königs, war dabei die Vermittlerin. Friedrich II. erklärte dem Senat in Stockholm ausdrücklich, dass er nur ihretwegen diesem Vertrag zustimme.
Bereits am 7. April 1762 kam es in Ribnitz zum Abschluss eines Waffenstillstandes, der auf drei Monate befristet war. Die Friedensverhandlungen führten Johann Julius von Hecht für Preußen und für Schweden Adolf Friedrich von Olthof. Schweden bestand zunächst auf einer Abtretung der Inseln Usedom und Wollin seitens Preußen und auf einer Handelssperre für die Swinemündung, doch Preußen zeigte sich unnachgiebig. Am 22. Mai 1762 unterzeichneten beide Mächte auf der Grundlage der Vorkriegsverhältnisse in Hamburg den Friedensvertrag. Der Vertrag wurde von Preußen am 29. Mai 1762 ratifiziert, die schwedische Ratifikation erfolgte am 3. Juni 1762.
Um diese günstige Situation weiter auszubauen, drängte Friedrich II. in Konstantinopel auf einen Einfall der Türken in Ungarn, um den Kriegsgegner Österreich weiter zu schwächen. Er versprach dem Sultan Teile des Habsburger Reiches als Beute. Das Osmanische Reich lehnte jedoch ab. Das Ausscheiden seiner Verbündeten Russland und Schweden aus dem Krieg zwang Österreich jedoch zur Aufnahme von Verhandlungen mit Preußen, die 1763 zum Frieden von Hubertusburg führten. Damit endete der Siebenjährige Krieg.

## Inhalt
Der Vertrag bestand aus sieben Artikeln. Beide Staaten verpflichteten sich, keine direkten bzw. indirekten, geheimen oder öffentlichen Feindseligkeiten gegeneinander auszuüben. Es wurde eine allgemeine Amnestie erlassen. Die militärischen Auseinandersetzungen sind sofort, nach den Vereinbarungen des Waffenstillstandes von Ribnitz, zu beenden. Die besetzten Gebiete und Festungen wurden geräumt. Der Vorkriegszustand auf Grundlage des Frieden von Stockholm (21. Januar / 1. Februar 1720) wurde wiederhergestellt. Beide Staaten einigten sich auf einen freien Handel zu Wasser und zu Lande. Sie erklärten, sich nicht in derzeit ausgetragene militärische Auseinandersetzungen, an denen ein Vertragspartner beteiligt ist, einzumischen.